# Dénombrement total des bactéries viables
Le dénombrement total des bactéries viables (TVC de Total Viable Count en anglais) est une méthode de suivi des échantillons par estimation de la concentration en micro-organismes tels les bactéries ou des cellules fongiques dans un produit donné. La concentration est exprimée en unité formant colonie par gramme (UFC/g) ou par millilitre (UFC/ml).
Le produit est dilué sur une plaque de 10 en 10 jusqu'à ce que le nombre de colonies dénombrables soit compris entre 30 et 300. On multiplie alors ce nombre par la dilution.
Cette méthode de calcul peut s'appliquer aux eaux potables ou aux denrées agroalimentaires. Un nombre élevé signifie une mauvaise qualité bactériologique. Il est possible de réaliser une estimation de la durée de vie d'un produit par cette analyse.